# Neriene macella
Neriene macella là một loài nhện trong họ Linyphiidae.
Loài này thuộc chi Neriene. Neriene macella được Tord Tamerlan Teodor Thorell miêu tả năm 1898.